# 대전교통공사 1000호대 전동차
대전교통공사 1000호대 전동차는 대전 도시철도 1호선에 사용되는 차량으로, 기술적 사양은 한국형 표준전동차에 기준한다. 현재 총 4량 21개 편성(84량)이 운행하고 있다.
전량 판암기지에 배속되어 있다. 반대편의 외삼기지에 배속된 차량은 없고, 야간 주박용으로만 이용하고 있다.

## 편성
|        | ◇◇              | ◇◇              |        |
| 10XX   | 15XX            | 12XX            | 11XX   |
| 선두차 | 동력차          | 동력차          | 선두차 |
| ←반석  | ※XX는 편성 번호 | ※XX는 편성 번호 | 판암→  |

↑ 반석
1. 10XX - Tc(SIV, 공기압축기, 축전지)
2. 15XX - M'(팬터그래프, 주변압기, VVVF, IM)
3. 12XX - M'(팬터그래프, 주변압기, VVVF, IM)
4. 11XX - Tc(SIV, 공기압축기, 축전지)

↓ 판암
- 15XX는 초기 도입시엔 13XX였으나, 추후 6량 증결 운행에 대비하여 현재 차번으로 개정됐다.

## 배속
- 101~121편성: 판암차량사업소, 4량

## 구분

### 1차 도입분 (101~112)
2006년 3월 16일 1차 개통을 위해 로템 창원공장에서 제작되었다. 2004년 12월 27일 101편성이 대전역까지 갑종회송된 후 트레일러에 적재되어 12월 29일 판암차량사업소에 도착했고, 102~112편성이 2005년 여름까지 같은 방법으로 도입되었다.

### 2차 도입분 (113~121)
2007년 4월 17일 2차 개통을 위해 로템 창원공장에서 제작되어 2006년 1차 도입분과 같은 방식으로 판암차량사업소에 도입되었다.
추진빈장치 교체현황
VVVF-IGBT(IPM)->도시바 VVVF-GBT(PMSM)
- 2025년 2월: 115~117편성

VVVF-IGBT(IPM)~도시바 VVVF Hybrid-SIC
- 2025년 3월: 114편성

VVVF-IGBT(IPM)~도시바 VVVF-IGBT
- 2025년 3월: 107(1007호)편성

- 2025년 4월: 119, 121편성

## 현재 운행구간
- ● 대전 도시철도 1호선: 판암 - 반석

## 현황
현재 운행 중인 차량은 굵은 글씨로 표시했다.
| 차호     | 도입 시기 | 운행 중단 시기 | 비고 |
| -------- | --------- | -------------- | --- |
| 101 편성 | 2004년    | 운행 중        | |
| 102 편성 | 2005년    | 운행 중        | |
| 103 편성 | 2005년    | 운행 중        | |
| 104 편성 | 2005년    | 운행 중        | |
| 105 편성 | 2005년    | 운행 중        | |
| 106 편성 | 2005년    | 운행 중        | |
| 107 편성 | 2005년    | 운행 중        | |
| 108 편성 | 2005년    | 운행 중        | |
| 109 편성 | 2005년    | 운행 중        | |
| 110 편성 | 2005년    | 운행 중        | |
| 111 편성 | 2005년    | 운행 중        | |
| 112 편성 | 2005년    | 운행 중        | |
| 113 편성 | 2005년    | 운행 중        | |
| 114 편성 | 2005년    | 운행 중        | 전조등 전구색 LED를 118편성 열차에 이식할 예정이다.                                                                   |
| 115 편성 | 2006년    | 운행 중        | |
| 116 편성 | 2006년    | 운행 중        | |
| 117 편성 | 2006년    | 운행 중        | |
| 118 편성 | 2006년    | 운행 중        | 전조등 전구색 LED와 백색 LED가 혼합된 차량이다. 남은 1118호는 114편성 열차에 사용되었던 전구색 LED로 교체될 예정이다. |
| 119 편성 | 2006년    | 운행 중        | |
| 120 편성 | 2006년    | 운행 중        | 1020호는 전조등 전구색 LED와 백색 LED가 혼합된 차량이다.                                                              |
| 121 편성 | 2006년    | 운행 중        | |

## 특이사항

### 측면 행선 표시기 가동 중단
- 개통 당시부터 전역사에 스크린도어가 설치되어 있었으나, 측면 행선 표시기는 가동하였던 것으로 추정된다. 하지만 스크린도어 상판에 가려서 효율성이 떨어지고 에너지가 낭비된다는 지적이 있어 현재 모든 차량의 측면 행선 표시기를 끄고 운행한다.
- 차량당 2개씩 전자노선도가 설치되어 있다. 열차의 진행 방향은 빨간색, 현재 위치는 초록색으로 표시된다.

## 같이 보기
- 한국형 표준전동차

1. ↑  연속정격출력 1,100kw
2. ↑  연속정격출력 13,200kw(18,200마력)
3. ↑  “대전 도시철도 1호선 전동차 첫 반입”. 2025년 4월 26일에 확인함.